# 卡斯特鎮區 (堪薩斯州第開特縣)
卡斯特鎮區（英語：Custer Township）為美國堪薩斯州第開特縣轄下的鎮區。2010年美国人口普查中此鎮區人口有25人。

## 地理
卡斯特鎮區涵蓋總面積為92.6平方（35.74平方英里），其中陸地面積為92.5平方（35.72平方英里），水域面積為0.052平方（0.02平方英里）或0.06%。海拔高度812（2,664英尺）。

## 人口統計
根據2010年美國人口普查，卡斯特鎮區人口有25人，其中男性有13人，女性有12人，人口密度為每平方公里0.27人，住房計15戶。鎮區內的白人有25人，非裔美國人有0人，美洲原住民有0人，亞裔美國人有0人，太平洋島裔美國人有0人，其他種族有0人，混血種族則有0人。此外鎮區內有0人為西班牙裔或拉丁裔美國人。此鎮區之年齡中位數為55.5歲，而男性年齡中位數為55.5歲，女性年齡中位數為56.0歲。